# We Are Soldiers
Ne doit pas être confondu avec Nous étions soldats (We Were Soldiers).
Pour plus de détails, voir Fiche technique et Distribution.
We Are Soldiers est un film documentaire franco-ukrainien réalisé par Svitlana Smirnova, sorti en 2020.

## Synopsis
Ce documentaire suit trois volontaires ukrainiens ayant été blessés dans le cadre de la guerre du Donbass...

## Fiche technique
- Titre original : We Were Soldiers
- Réalisation : Svitlana Smirnova
- Montage : Nicolas Desmaison
- Photographie : Matthieu-David Cournot
- Production : Yanina Sokolova
- Société de production : Com' On Screen
- Société de distribution : ESC Distribution (France)
- Pays de production :  Ukraine,  France
- Langues originales : ukrainien et russe
- Format : couleurs - 1,78:1
- Durée : 61 minutes
- Date de sortie :
  - France : 7 octobre 2020